# Lexikalisk interferens
Lexikalisk interferens är en undergrupp till grunduttrycket språklig interferens.  Grunduttrycket innebär att två språk har kontakt med varandra, de blandas ihop. Detta uttryck kan sedan delas in i flera undergrupper exempelvis ljudinterferens, grammatisk interferens och lexikalisk interferens. Begreppen är ofta relevanta när man studerar tvåspråkighet.

## Olika former av lexikalisk interferens
Lexikalisk interferens kan uppstå när två språks ordförråd kommer i kontakt med varandra. Hur orden sen blandas ihop kan ske på olika sätt. 
- Ett nytt ord kan till exempelvis införas för att förklara ett nytt begrepp som inte tidigare existerat inom språket i fråga. Detta kallas enkel morfemöverföring. Ett exempel på enkel morfemöverföring är det engelska ordet czar som är taget direkt från ryskan och betyder envåldshärskare. Ett annat exempel är ordet coolie, en hänsynslöst utnyttjad daglönare som utfört extremt hårt kroppsarbete, från hindi. När ett ord betecknar ett nytt föremål eller begrepp finns det ofta redan liknande begrepp i språket. Det som oftast sker i de fallen är att de båda orden existerar sida vid sida för ett tag tills det gamla ordet försvinner eller tills de båda blir mer specialiserade.

- En vanlig typ av lexikalisk interferens är översättningslån. Praktiskt taget alla språk har exempel på den här typen av interferens, till exempel har latinets impresso översatts till svenska (och tyska) som intryck (eindruck) och expressio som uttryck (ausdruck). Engelskan har i samma situation använt sig av direkt lån, impression och expression. Översättningslån är speciellt vanligt när det gäller ortnamn. Ett tydligt exempel här är afrikanskans Kaapstad, Kapstadt på tyska, Kapstaden på svenska och Cape Town på engelska.

De vanligaste lånorden inom lexikalisk interferens är oftast substantiv, adjektiv eller verb då andra ordtyper ofta påverkas av grammatiken.  Det är alltså vissa typer av ord som lånas in oftare än andra. Man brukar säga att ord som ingår i det centrala ordförrådet, alltså ord som är vanliga i vardagsspråket och lärs in tidigt av barn, lånas in ytterst sällan. Ord som hand, fot, sol med mera har nästan alltid funnits i språket så länge man känner till. Inom svenskan har vi idag en stor mängd lånord från engelskan men under tidigare perioder har många ord kommit från språken latin, låg- och högtyska och franska.